# プアコ (ハワイ州)

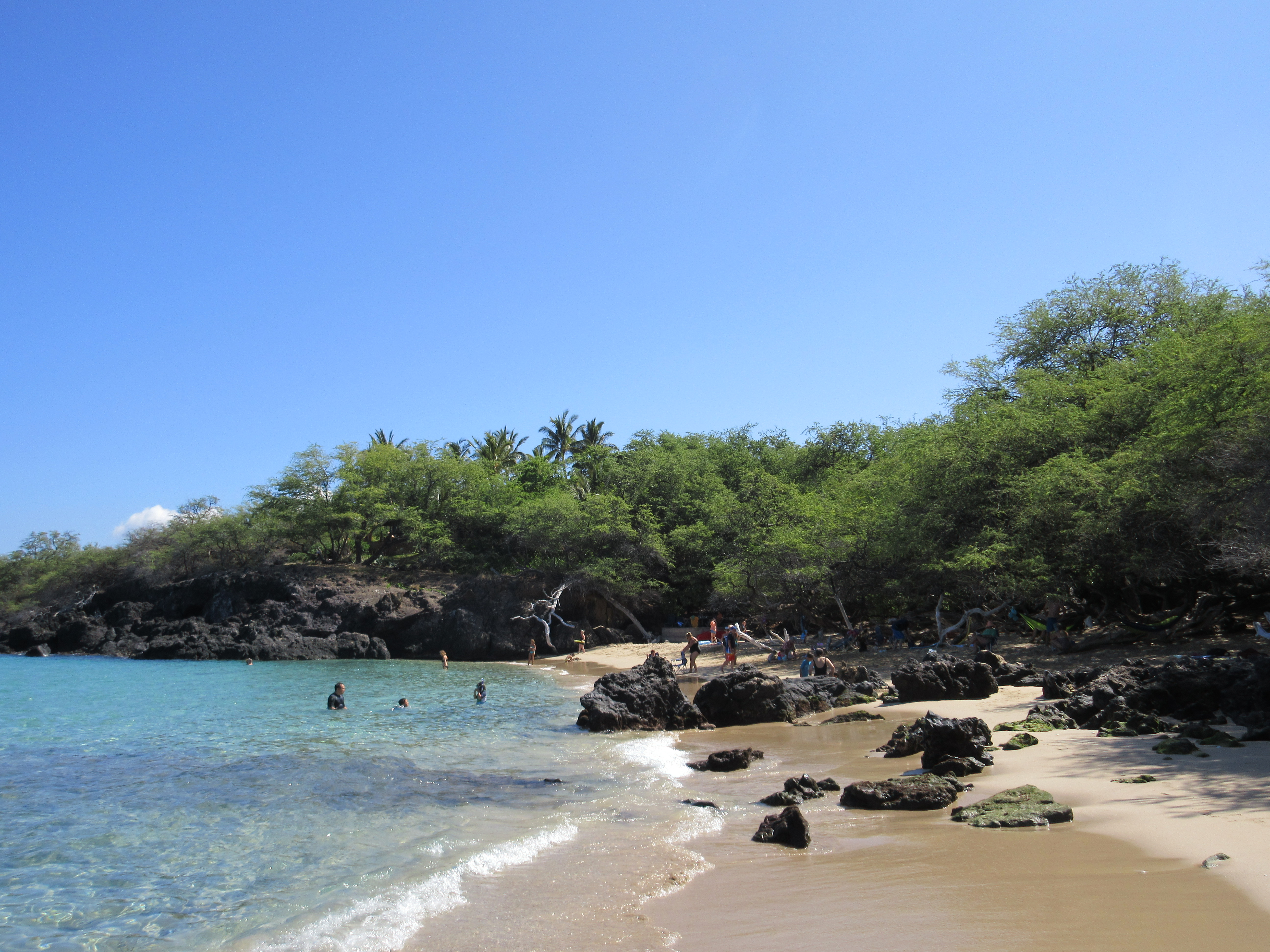
プアコのワイアレア・ビーチ（Waialea Beach）。土地の人たちが隠語的に「ビーチ69」と呼ぶのは、以前近くに69番目の電柱があったから。

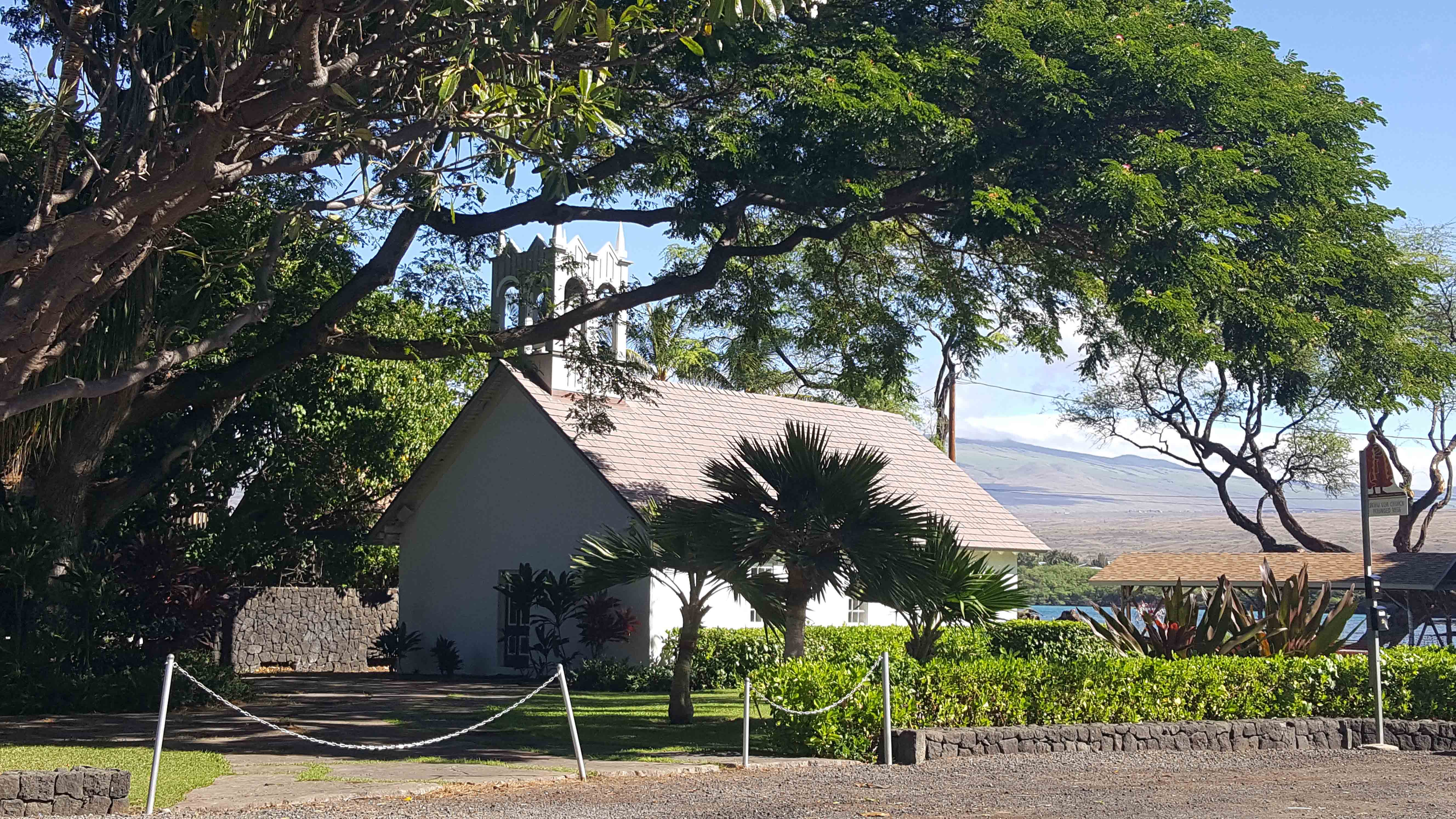
プアコのホクロア教会（Hokuloa Church、1856年創立）

プアコ（英語: Puako）は、アメリカ合衆国ハワイ州のハワイ島の西海岸、南コハラにある集落で、国勢調査指定地域名でもある。

## 概要
プアコはアメリカ合衆国ハワイ州のハワイ島の西海岸、南コハラにある集落である。集落の西は太平洋、東はワイコロア・ビレッジ、北はカワイハエ、南はワイコロア・ビーチになる。ハワイ州道190号線がプアコの東側境界線になっていて、この州道を北西へ23キロでワイメアへ、南東へ45キロでカイルア・コナへ達する。
2010年国勢調査によると、プアコの住民は429人、所帯数は215、家族数は118であった。人種的には白人が71.56%、アジア人が11.42%、太平洋人が4.43%、他の人種および二人種以上の血を引く人たちが12.59%であった。また、ヒスパニックは3.26%を占めていた。
プアコの有名処としては、ワイアレア・ビーチ（Waialea Beach）、プアコ・ジェネラル・ストア（Puako General Store）、ホクロア教会（Hokuloa Church、1856年創立）などがある。 
集落から少し離れて、北にマウナケア・ビーチ・ホテル（プリンスホテル）、ウェスティン・ハプナビーチ・リゾート（プリンスホテル所有）、ハプナビーチにはフェアモント・オーキッド・ホテルがあり、集落の南にはマウナラニ・ベイ・ホテル&バンガロー（Mauna Lani Bay Hotel & Bungalows、2017年まで東急ホテルズ）がある。